# 화전항 (남해군)
화전항(花田港)은 경상남도 남해군 고현면 갈화리, 화전마을 인근에 있는 어항이다. 2002년 8월 6일 어촌정주어항으로 지정하여 관리하고 있다. 시설관리자는 남해군수이다.

## 어항 연혁
- 옛이름은 '갈궂이'였으나 1940년 동갈화, 서갈화, 화전리로 분동되어 화전(花田)으로 불리고 있다.

## 어항 시설
- 방파제 L=80m, B=6m, 선착장 L=310m, B=4m, 물량장 L=51m, B=20m, 호안 L=740, B=5m

## 주요 어종
- 전어, 도다리, 노래미, 패각류 등